# IFPI Middle East Awards

Flagge des Golf-Kooperationsrates

Die IFPI Middle East Awards; auch GCC Awards (abgeleitet von der englischen Abkürzung für die Gulf Cooperation Council) sind Musikauszeichnungen der International Federation of the Phonographic Industry und prämieren im Mittleren Osten bzw. Golf-Kooperationsrat erreichte Verkaufszahlen mit Gold-, Platin- und Mehrfach-Platin-Status.

## Entstehung und Kriterien
Eingeführt wurden die IFPI Middle East Awards im Oktober des Jahres 2009 und gelten ausschließlich für erzielte CD-Verkäufe. Dabei sind ausschließlich Alben qualifiziert, welche am 1. Juli 2008 oder später veröffentlicht wurden. Digital verkaufte Alben werden nicht mit eingerechnet.
Die Awards werden getrennt für Verkäufe in zwei Regionen verliehen:
- Kombinierte Verkäufe aus: Bahrain, Kuwait, Oman, Katar, Saudi-Arabien, Vereinigte Arabische Emirate
- Libanon

Zuletzt wurden die IFPI Middle East Awards 2011 im 1. Halbjahr 2011 verliehen.

## Verleihungsgrenzen
| Auszeichnung | 2009–2011 |
| ------------ | --------- |
| Gold         | 3.000     |
| Platin       | 6.000     |
| 2× Platin    | 12.000    |
| …            |           |